# Прибавочный продукт

Примерные центры неолитической революции и распространения сельского хозяйства в доисторический период: Плодородный полумесяц (11 000 лет до н. э.), бассейны рек Янцзы и Хуанхэ (9 000 лет до н. э.) и высокогорья Новой Гвинеи (9 000 — 6 000 лет до н. э.), Центральная Мексика (5 000 — 4 000 лет до н. э.), северная часть Южной Америки (5 000-4 000 лет до н. э.), Африка к югу от Сахары (5 000 — 4 000 лет до н. э., точное местоположение неизвестно), восточная часть Северной Америки (4 000 — 3 000 лет до н. э.)

Приба́вочный проду́кт — понятие, используемое в марксистской политэкономии, под которым понимается часть общественного продукта, создаваемая непосредственными производителями сверх необходимого продукта.
Труд первобытного человека не мог создать никакого излишка сверх самого необходимого для жизни, то есть никакого прибавочного продукта. Прибавочный продукт появляется в результате повышения производительности труда, когда первобытный производитель начинает регулярно производить излишек сверх необходимого для возобновления своей работы. Появляется сама возможность регулярного отъёма этого излишка. Стало выгодным не убивать взятых в плен врагов, как это делалось раньше, а заставлять их работать, превращая в рабов.
Так класс, господствующий над остальными классами, получает возможность присваивать прибавочный продукт путём эксплуатации его создающих, трудящихся. Первобытный коммунизм преобразуется в классовое общество.
Также существует мнение, что прибавочным продуктом следует считать те средства производства, которые созданы сверх израсходованных. При таком подходе уже самые первые в истории человеческого общества орудия труда составляли прибавочный продукт. Несмотря на то, что труд по изготовлению орудий труда был тяжелым и занимал длительное время, он по сравнению с трудом по добыче пищи (охотой, собирательством) был небольшим. При незначительных размерах прибавочного продукта эксплуатация была невозможна, тем более, что весь продукт такого труда оставался коллективной собственностью.